# Fritillaria pluriflora
Fritillaria pluriflora là một loài thực vật có hoa trong họ Liliaceae. Loài này được Torr. ex Benth. miêu tả khoa học đầu tiên năm 1857.